# Cornelia Jacob
Cornelia Jacob (Halle an der Saale, 3 april 1960) is een schaatsster uit Oost-Duitsland. Ze vertegenwoordigde haar vaderland op de Olympische Winterspelen 1980 in Lake Placid.

## Resultaten

### Olympische Spelen
| Jaar | Plaats      | Resultaten   |
| ---- | ----------- | ------------ |
| 1980 | Lake Placid | 6e 500 meter |

### Wereldkampioenschappen
| Jaar | Plaats      | Resultaten |
| ---- | ----------- | ---------- |
| 1978 | Lake Placid | 7e Sprint  |
| 1980 | West Allis  | 6e Sprint  |

### Duitse kampioenschappen
| Jaar | 500 m | 1000 m | 1500 m | 3000 m | Allround | Sprint |
| ---- | ----- | ------ | ------ | ------ | -------- | ------ |
| 1975 | -     | -      | -      | -      | DNF      | 6e     |
| 1976 | 11e   | 14e    | 12e    | 10e    | -        | -      |
| 1977 | -     | -      | -      | -      | DNF      | 10e    |
| 1978 | -     | -      | -      | -      | -        | Goud   |
| 1980 | 5e    | Brons  | -      | -      | -        | -      |
| 1983 | -     | -      | -      | -      | -        | 10e    |

## Persoonlijke records
| Afstand    | Tijd    | Datum           | Baan     |
| ---------- | ------- | --------------- | -------- |
| 500 meter  | 41,00   | 30 maart 1979   | Alma-Ata |
| 1000 meter | 1.23,90 | 17 maart 1979   | Alma-Ata |
| 1500 meter | 2.16,04 | 10 april 1978   | Alma-Ata |
| 3000 meter | 4.50,47 | 27 maart 1979   | Alma-Ata |
| 5000 meter | 8.50,30 | 26 oktober 1975 | Chemnitz |